# روبرت أ. بريان
روبرت أ. بريان (بالإنجليزية: Robert A. Bryan)‏ هو صحفي وأستاذ جامعي أمريكي، ولد في 26 أبريل 1926 في لبنان في الولايات المتحدة، وتوفي في 27 ديسمبر 2017.